# Gmina związkowa Thaleischweiler-Wallhalben
Gmina związkowa Thaleischweiler-Wallhalben (niem. Verbandsgemeinde Thaleischweiler-Wallhalben) – gmina związkowa w Niemczech, w kraju związkowym Nadrenia-Palatynat, w powiecie Südwestpfalz. Siedziba gminy związkowej znajduje się w miejscowości Thaleischweiler-Fröschen. Powstała 1 lipca 2014 z połączenia gminy związkowej Wallhalben z gminą związkową Thaleischweiler-Fröschen. Do 31 grudnia 2015 nazwa gminy związkowej brzmiała: gmina związkowa Thaleischweiler-Fröschen - Wallhalben.

## Podział administracyjny
Gmina związkowa zrzesza 20 gmin wiejskich (Gemeinde):
1. Biedershausen
2. Herschberg
3. Hettenhausen
4. Höheischweiler
5. Höhfröschen
6. Knopp-Labach
7. Krähenberg
8. Maßweiler
9. Nünschweiler
10. Obernheim-Kirchenarnbach
11. Petersberg
12. Reifenberg
13. Rieschweiler-Mühlbach
14. Saalstadt
15. Schauerberg
16. Schmitshausen
17. Thaleischweiler-Fröschen
18. Wallhalben
19. Weselberg
20. Winterbach (Pfalz).